# Pine Knoll Shores
Pine Knoll Shores è una città della contea di Carteret (Carolina del Nord). Nel censimento del 2000 la popolazione era di 1 524 abitanti. Qui si trova l'acquario nazionale di Pine Knoll Shores, uno dei più importanti degli Stati Uniti.

## Geografia fisica
Secondo lo United States Census Bureau, la città ha una superficie totale di 6,10 km². Di questi 6,10 km², 5,9 sono costituiti dal suolo mentre il restante 0,2 (3,39% del totale) è occupato dall'acqua.

## Società

### Evoluzione demografica
Secondo il censimento del 2000, alla fine del II millennio, nella zona abitano 776 famiglie, di cui 557 risiedenti in città. La densità di popolazione era di 258,3 abitanti/Km². La città era occupata da molte etnie anche se al 99.15% era occupata da persone di carnagione chiara. C'erano poi i nativi americani e gli asiatici che occupavano entrambi lo 0.13% del totale della popolazione cittadina seguìti a breve distanza dagli afro-americani e dai nativi delle isole del Pacifico (0.07%).
C'erano 776 famiglie, di cui il 7.9% aveva bambini al di sotto dei 18 anni di età, mentre era del 68,8% il totale di coppie. Il 2.2% di queste famiglie, inoltre, non aveva il padre o il marito mentre il restante 28.1% era soltanto un gruppo di persone che convivevano. Un'indagine più accurata rivelò poi che il 14.6% della popolazione era formato da persone oltre i 65 anni di età che vivevano da sole.
Negli anni successivi, la popolazione al di sotto dei 18 anni diminuì al 7.5%. La fascia di età che andava dai 25 ai 44 anni di età occupava l'11.2% del totale e quella dai 45 ai 64 conquistò il 36.4%. Ma il record lo deteneva la fascia di età che oltrepassava i 65 anni con il 42.7%.